# Cynthia Pratt
Cynthia Pratt, född 5 november 1945, är en bahamansk politiker och Bahamas generalguvernör sedan 2023. Hon var Bahamas tillförordnade premiärminister 2005.